# Daniele Napoletano
Daniele Napoletano (Saviano, 4 ottobre 1872 – Napoli, 18 gennaio 1943) è stato un compositore italiano.

## Biografia
Dopo aver completato gli studi al Conservatorio di San Pietro a Majella di Napoli, ove fu allievo di Paolo Serrao e Pietro Platania, viaggiò a lungo in Italia e in Europa per perfezionare i propri studi.
Solo più tardi fece ritorno a Napoli e fu nominato professore di contrappunto alla sua alma mater, dove dal 1917 alla morte diresse l'Istituto musicale femminile Duchessa Elena. Nel 1933 fondò con Alfredo Casella l'Accademia Musicale Napoletana. e venne nominato professore al Conservatorio di San Pietro a Majella di Napoli.

## Opere
La sua opera più celebre è Il profeta velato del Korasan, rappresentata per la prima volta il 1º aprile 1893 al Teatro San Carlo di Napoli, un'opera lirica in tre atti basata su un poema di Thomas Moore; Napoletano compose la partitura, la riduzione drammatica era curata da Italo Robin, con versi di Luigi Conforti.
Nel biennio 1896-97 presso la Ricordi pubblicò cinque brani. Nel 1918 una seconda opera, Villa Clermont, fu portata al debutto al San Carlo. Tra le sue altre composizioni si annoverano l'Igea, un poema sinfonico-vocale e Andare e Firenze-estate, entrambe composte nel 1933.